# Леонидов, Роман Леонидович
Роман Леонидович Леонидов (12 мая 1943, Фергана — 11 мая 2015, Краснодар) — советский и российский скрипач и писатель, профессор, заслуженный работник высшей школы Российской Федерации (2002)

## Биография
Родился 12 мая 1943 года в узбекском городе Фергана, в семье балетмейстера и балерины.
Семья переезжала в Харьков, потом в Ростов, затем Хабаровск, Роман начал учиться в общеобразовательной и параллельно — в детской музыкальной школе, где все 7 лет занимался в классе Давида Семеновича Томашова, в прошлом воспитанника Санкт-Петербургской консерватории. В одиннадцатилетнем возрасте участвовал в Первом Дальневосточном конкурсе исполнителей на струнных инструментах и занял I место.
В 1957 году родителей Романа пригласили в Бакинский театр оперы и балета, и одаренный скрипач продолжил обучение в ЦМШ при Азербайджанской консерватории им. Уз. Гаджибекова. Вскоре семья переехала в Краснодар, и Роман поступил в музыкальное училище, по окончании которого, в 1961 году, возвратился в Баку.
1961—1966 — учёба в Азербайджанской консерватории (класс профессора А. Г. Алиева), и получение диплома об окончании консерватории, с квалификацией — концертный исполнитель, артист камерного ансамбля и преподаватель по классу скрипки.
В 1967 году молодой специалист поехал работать в Краснодар — сначала преподавателем музыкального училища и ДМШ № 4, а затем — Краснодарского института культуры и искусств.
В 1982 году был приглашен в Астраханскую консерваторию на кафедру струнных инструментов. Среди его учеников — Лариса Леунова, лауреат всероссийских и международных конкурсов, участница московского «Каприс-квартета», где она — первая скрипка в ансамбле с воспитанницами Московской консерватории и РАМ им. Гнесиных. В 1993 году избран на должность профессора, заведующего кафедрой струнных инструментов. В 1998 году стал проректором по учебной работе.
В 1989 году защитил кандидатскую диссертацию на тему «Взаимодействие интонационно-выразительного и операционного уровней в исполнительском процессе» (его научным руководителем был доктор искусствоведения, профессор Ленинградской консерватории им. Н. А. Римского-Корсакова О. Ф. Шульпяков).
В 1996 году был организован городской ансамбль «Концертино», где партию первой скрипки играл Роман Леонидович, а вторую — его ученица Лариса Леунова (после её отъезда в Москву, в аспирантуру РАМ им. Гнесиных, в ансамбль пришла Анна Цомаева, также воспитанница Леонидова).
В 1999 году на II фестивале «Астраханские вечера советской камерной музыки» Роман Леонидович играл партию первой скрипки: в инструментальном ансамбле, исполнявшем камерную сатирическую мини-оперу композитора П.Морозова «В магазине» (солировали певцы Е.Сухорукова, В.Белюсенко, дирижировал Л.Егоров); в квартетах А.Климова и Ю.Мамедова (с В.Шубным, В.Лотоцкой, Н.Костандяном); в «Поэме для скрипки, виолончели и фортепиано» А.Мыльникова (с С.Макаревич и М.Бесценной); в цикле С.Жукова «Эхо». Три стихотворения А. С. Пушкина для сопрано и фортепианного квартета (в ансамбле с В.Лотоцкой, С.Макаревич, М.Бесценной и вокалисткой Е.Сухоруковой).
В 2002 году был удостоен почётного звания «Заслуженный работник высшей школы Российской Федерации».
В 2004 году Леонидов вместе с семьёй вернулся в Краснодар. Там он продолжил преподавать в консерватории при Краснодарском государственном университете культуры и искусств.
Умер 11 мая 2015 года в Краснодаре.

## Писательская деятельность
Р. Л. Леонидов — автор научно-фантастических рассказов и повестей, опубликованных различными издательствами.
В 1962 году на конкурсе произведений в жанре научной фантастики, проводившемся в Москве, девятнадцатилетний Роман Леонидов получил премию.
В соавторстве с советским астрофизиком П. Р. Амнуэлем написаны несколько книг. Также есть и самостоятельные произведения: например, повесть «Шесть бумажных крестов», изданная в 1983 году.